# UCI WorldTour Femenino 2021
El UCI WorldTour Femenino 2021 fue la sexta edición del máximo calendario ciclista femenino a nivel mundial.
El calendario tuvo 18 carreras, comenzando el 6 de marzo con la disputa de la Strade Bianche femenina en Italia y finalizando el 23 de octubre con el Tour de Drenthe femenino en los Países Bajos.

## Equipos
Para la temporada 2021 los equipos UCI Women's WorldTeam fueron 9:
| Código UCI | Nombre                             | País           | Continente |
| ---------- | ---------------------------------- | -------------- | ---------- |
| ALE        | Alé BTC Ljubljana                  | Italia         | EUR        |
| CSR        | Canyon Sram Racing                 | Alemania       | EUR        |
| FDJ        | FDJ Nouvelle Aquitaine Futuroscope | Francia        | EUR        |
| GEC        | GreenEDGE Cycling Women            | Australia      | OCE        |
| LIV        | Liv Racing                         | Países Bajos   | EUR        |
| MOV        | Movistar Team                      | España         | EUR        |
| DSM        | Team DSM Women                     | Alemania       | EUR        |
| SDW        | Team SD Worx                       | Países Bajos   | EUR        |
| TFS        | Trek-Segafredo Women               | Estados Unidos | AME        |

## Carreras
| UCI World Tour Femenino 2021 | UCI World Tour Femenino 2021 | UCI World Tour Femenino 2021             | UCI World Tour Femenino 2021 | UCI World Tour Femenino 2021 |
| Fecha                        | País                         | Carrera                                  | Ganador                      |                              |
| ---------------------------- | ---------------------------- | ---------------------------------------- | ---------------------------- | ---------------------------- |
| 30 de ene                    | Australia                    | Cadel Evans Great Ocean Road Race Women  | cancelada                    |                              |
| 6 de mar                     | Italia                       | Strade Bianche femenina                  | Chantal van den Broek-Blaak  |                              |
| 21 de mar                    | Italia                       | Trofeo Alfredo Binda-Comune di Cittiglio | Elisa Longo Borghini         |                              |
| 25 de mar                    | Bélgica                      | Tres Días Brujas-La Panne femenina       | Grace Brown                  |                              |
| 28 de mar                    | Bélgica                      | Gante-Wevelgem femenina                  | Marianne Vos                 |                              |
| 4 de abr                     | Bélgica                      | Tour de Flandes femenino                 | Annemiek van Vleuten         |                              |
| 18 de abr                    | Países Bajos                 | Amstel Gold Race femenina                | Marianne Vos                 |                              |
| 21 de abr                    | Bélgica                      | Flecha Valona Femenina                   | Anna van der Breggen         |                              |
| 25 de abr                    | Bélgica                      | Lieja-Bastoña-Lieja Femenina             | Demi Vollering               |                              |
| 14 – 16 de mayo              | España                       | Itzulia Women                            | cancelada                    |                              |
| 20 – 23 de mayo              | España                       | Vuelta a Burgos Féminas                  | Anna van der Breggen         |                              |
| 30 de may                    | Reino Unido                  | RideLondon Classique                     | cancelada                    |                              |
| 26 de jun                    | Francia                      | La Course by Le Tour de France           | Demi Vollering               |                              |
| 31 de jul                    | España                       | Clásica de San Sebastián                 | Annemiek van Vleuten         |                              |
| 7 de ago                     | Suecia                       | Postnord Vårgårda WestSweden TTT         | cancelada                    |                              |
| 8 de ago                     | Suecia                       | Postnord Vårgårda WestSweden RR          | cancelada                    |                              |
| 12 – 15 de agosto            | Noruega                      | Ladies Tour of Norway                    | Annemiek van Vleuten         |                              |
| 24 – 29 de agosto            | Países Bajos                 | Boels Ladies Tour                        | Chantal van den Broek-Blaak  |                              |
| 30 de ago                    | Francia                      | Gran Premio Femenino de Plouay           | Elisa Longo Borghini         |                              |
| 2 – 5 de septiembre          | España                       | La Vuelta Femenina                       | Annemiek van Vleuten         |                              |
| 2 de oct                     | Francia                      | París-Roubaix femenina                   | Lizzie Deignan               |                              |
| 4 – 9 de octubre             | Reino Unido                  | The Women's Tour                         | Demi Vollering               |                              |
| 14 – 16 de octubre           | República Popular China      | Tour de la Isla de Chongming             | cancelada                    |                              |
| 19 de oct                    | República Popular China      | Tour de Guangxi Femenino                 | cancelada                    |                              |
| 23 de oct                    | Países Bajos                 | Tour de Drenthe femenino                 | Lorena Wiebes                |                              |

## Baremo 2021
Todas las carreras otorgaron puntos para el UCI World Ranking Femenino y el UCI WorldTour Femenino, incluyendo a todas las corredoras de los equipos de categoría UCI Team Femenino.
El baremo de puntuación es el mismo para todos las carreras, pero las carreras por etapas (2.WWT), otorgan puntos adicionales por las victorias de etapa y por vestir la camiseta del líder de la clasificación general:
| Posición              | 1.ª | 2.ª | 3.ª | 4.ª | 5.ª | 6.ª | 7.ª | 8.ª | 9.ª | 10.ª | 11.ª | 12.ª | 13.ª | 14.ª | 15.ª | 16.ª-20.ª | 21.ª-30.ª | 31.ª-40.ª |
| Clasificación general | 400 | 320 | 260 | 220 | 180 | 140 | 120 | 100 | 80  | 68   | 56   | 48   | 40   | 32   | 28   | 24        | 16        | 8         |
| Por etapa             | 50  | 40  | 30  | 25  | 20  | 18  | 15  | 10  | 8   | 6    |      |      |      |      |      |           |           |           |
| Líder                 | 8   |     |     |     |     |     |     |     |     |      |      |      |      |      |      |           |           |           |
| Mejor joven           | 6   | 4   | 2   |     |     |     |     |     |     |      |      |      |      |      |      |           |           |           |

## Clasificaciones finales
Estas fueron las clasificaciones finales:
Nota: ver Baremos de puntuación

### Clasificación individual
| Posición | Corredora                   | Equipo                             | Puntos |
| -------- | --------------------------- | ---------------------------------- | ------ |
| 1.ª      | Annemiek van Vleuten        | Movistar                           | 3177   |
| 2.ª      | Demi Vollering              | SD Worx                            | 2563   |
| 3.ª      | Elisa Longo Borghini        | Trek-Segafredo                     | 2509   |
| 4.ª      | Marianne Vos                | Jumbo-Visma                        | 2477   |
| 5.ª      | Cecilie Uttrup Ludwig       | FDJ Nouvelle Aquitaine Futuroscope | 1692   |
| 6.ª      | Anna van der Breggen        | SD Worx                            | 1640   |
| 7.ª      | Katarzyna Niewiadoma        | Canyon SRAM Racing                 | 1463   |
| 8.ª      | Marlen Reusser              | Alé BTC Ljubljana                  | 1275   |
| 9.ª      | Chantal van den Broek-Blaak | SD Worx                            | 1091   |
| 10.ª     | Grace Brown                 | BikeExchange                       | 1066   |

| Posiciones 11.ª a la 20.ª | Posiciones 11.ª a la 20.ª | Posiciones 11.ª a la 20.ª          | Posiciones 11.ª a la 20.ª |
| ------------------------- | ------------------------- | ---------------------------------- | ------------------------- |
| 11.ª                      | Elise Chabbey             | Canyon SRAM Racing                 | 946                       |
| 12.ª                      | Kristen Faulkner          | Tibco-Silicon Valley Bank          | 923                       |
| 13.ª                      | Ashleigh Moolman-Pasio    | SD Worx                            | 911                       |
| 14.ª                      | Lisa Brennauer            | Ceratizit-WNT                      | 824                       |
| 15.ª                      | Elisa Balsamo             | Valcar-Travel & Service            | 779                       |
| 16.ª                      | Lotte Kopecky             | Liv Racing                         | 721                       |
| 17.ª                      | Elizabeth Deignan         | Trek-Segafredo                     | 696                       |
| 18.ª                      | Juliette Labous           | DSM                                | 692                       |
| 19.ª                      | Marta Cavalli             | FDJ Nouvelle Aquitaine Futuroscope | 692                       |
| 20.ª                      | Soraya Paladin            | Liv Racing                         | 690                       |

### Clasificación por equipos
Esta clasificación se calculó sumando los puntos de las corredoras de cada equipo o selección en cada carrera. Los equipos con el mismo número de puntos se clasificaron de acuerdo a su corredora mejor clasificada.
| Posición | País                               | Puntos |
| -------- | ---------------------------------- | ------ |
| 1.º      | SD Worx                            | 8572   |
| 2.º      | Trek-Segafredo                     | 5263   |
| 3.º      | Movistar                           | 5043   |
| 4.º      | FDJ Nouvelle Aquitaine Futuroscope | 3957   |
| 5.º      | DSM                                | 3684   |

### Clasificación sub-23
| Posición | Corredora           | Equipo                             | Puntos |
| -------- | ------------------- | ---------------------------------- | ------ |
| 1.ª      | Niamh Fisher-Black  | SD Worx                            | 34     |
| 2.ª      | Évita Muzic         | FDJ Nouvelle Aquitaine Futuroscope | 32     |
| 3.ª      | Mariya Novolodskaya | A.R. Monex                         | 22     |
| 4.ª      | Pfeiffer Georgi     | DSM                                | 12     |
| 5.ª      | Lorena Wiebes       | DSM                                | 10     |

## Evolución de las clasificaciones
| Carrera (Vencedora)                                             | Clasificación individual    | Clasificación por equipos | Clasificación sub-23     |
| --------------------------------------------------------------- | --------------------------- | ------------------------- | ------------------------ |
| Strade Bianche femenina (Chantal van den Broek-Blaak)           | Chantal van den Broek-Blaak | Team SD Worx              | Évita Muzic              |
| Trofeo Alfredo Binda-Comune di Cittiglio (Elisa Longo Borghini) | Elisa Longo Borghini        | Team SD Worx              | Sarah Gigante            |
| Clásica Brujas-La Panne femenina (Grace Brown)                  | Elisa Longo Borghini        | Team SD Worx              | Emma Norsgaard Jørgensen |
| Gante-Wevelgem femenina (Marianne Vos)                          | Marianne Vos                | Team SD Worx              | Emma Norsgaard Jørgensen |
| Tour de Flandes femenino (Annemiek van Vleuten)                 | Elisa Longo Borghini        | Team SD Worx              | Emma Norsgaard Jørgensen |
| Amstel Gold Race femenina (Marianne Vos)                        | Marianne Vos                | Team SD Worx              | Emma Norsgaard Jørgensen |
| Flecha Valona Femenina (Anna van der Breggen)                   | Marianne Vos                | Team SD Worx              | Mariya Novolodskaya      |
| Lieja-Bastoña-Lieja Femenina (Demi Vollering)                   | Elisa Longo Borghini        | Team SD Worx              | Mariya Novolodskaya      |
| Vuelta a Burgos Féminas (Anna van der Breggen)                  | Annemiek van Vleuten        | Team SD Worx              | Mariya Novolodskaya      |
| La Course by Le Tour de France (Demi Vollering)                 | Demi Vollering              | Team SD Worx              | Niamh Fisher-Black       |
| Clásica San Sebastián femenina (Annemiek van Vleuten)           | Annemiek van Vleuten        | Team SD Worx              | Évita Muzic              |
| Ladies Tour of Norway (Annemiek van Vleuten)                    | Annemiek van Vleuten        | Team SD Worx              | Niamh Fisher-Black       |
| Simac Ladies Tour (Chantal van den Broek-Blaak)                 | Annemiek van Vleuten        | Team SD Worx              | Niamh Fisher-Black       |
| Gran Premio Femenino de Plouay (Elisa Longo Borghini)           | Annemiek van Vleuten        | Team SD Worx              | Niamh Fisher-Black       |
| Ceratizit Challenge by La Vuelta (Annemiek van Vleuten)         | Annemiek van Vleuten        | Team SD Worx              | Niamh Fisher-Black       |
| París-Roubaix femenina (Lizzie Deignan)                         | Annemiek van Vleuten        | Team SD Worx              | Niamh Fisher-Black       |
| The Women's Tour (Demi Vollering)                               | Annemiek van Vleuten        | Team SD Worx              | Niamh Fisher-Black       |
| Tour de Drenthe femenino (Lorena Wiebes)                        | Annemiek van Vleuten        | Team SD Worx              | Niamh Fisher-Black       |
| Final                                                           | Annemiek van Vleuten        | Team SD Worx              | Niamh Fisher-Black       |